# Honchō seiki
Le Honchō seiki (本朝世紀) est un texte historique qui catégorise et détaille la chronologie des événements rapportés dans les Six histoires nationales.